# 顺天 (李永和)
顺天1860年正月—1865年四月）为中国清朝时期云南反清领袖李永和、蓝朝鼎的年号，前后共6年。

## 改元
- 太平天國己未九年（1859年）——李永和等率哥老會起兵，以明年為順天元年。[2]
- 順天三年（1862年）——九月七日，李永和在犍為縣龍孔場被俘。十一月十一日，藍朝鼎率精銳在丹棱斷後戰死。[2]
- 順天五年（1864年）——二月，藍朝柱在陝西安康縣戰死。[2]
- 順天六年（1865年）——曹燦章自稱「恢復華夏大元帥」，署年「大漢順天六年」。四月，在陝南敗走，在周家溝被清軍俘虜。[3]

## 公元纪年对照
| 顺天 | 元年   | 二年   | 三年   | 四年   | 五年   | 六年   |
| ---- | ------ | ------ | ------ | ------ | ------ | ------ |
| 公元 | 1860年 | 1861年 | 1862年 | 1863年 | 1864年 | 1865年 |
| 干支 | 庚申   | 辛酉   | 壬戌   | 癸亥   | 甲子   | 乙丑   |

## 同期存在的其他政权年号
- 中國
  - 咸丰（1851年－1861年）：清朝—咸丰帝奕詝之年号
  - 同治（1862年－1874年）：清朝—同治帝载淳之年号
  - 太平天国（1851年－1864年）：太平天国—洪秀全、洪天贵福之年号
  - 洪德（1855年－1864年）：大成国—陈开、黄鼎凤之年号
  - 江漢（1854年－1864年）：清朝时期—楊龍喜、朱明月之年号
  - 嗣统（1864年－1868年）：清朝时期—朱明月之年号
  - 天縱（1860年－1863年）：清朝时期—宋继鹏之年号
  - 天明（1861年） ：清朝時期—黃正倫之年號
  - 喜春（1862年） ：清朝時期—王守清之年號
  - 崇祯（1863年） ：清朝時期—穆生華尊奉明朝之年號
  - 成正（1863年）：清朝時期—穆生華之年號
- 日本
  - 安政（1854年－1860年）：孝明天皇之年號
  - 萬延（1860年－1861年）：孝明天皇之年號
  - 文久（1861年－1864年）：孝明天皇之年號
  - 元治（1864年－1865年）：孝明天皇之年號
- 越南
  - 嗣德（1848年－1883年）：阮朝—阮翼宗阮福时之年号

## 參看
- 中國年號索引
- 其他时期使用的顺天年号

## 深入閱讀
- 李崇智. . 北京: 中華書局. 2004年12月. ISBN 7101025129.
- 鄧洪波. . 臺北: 國立臺灣大學東亞經典與文化研究計劃. 2005年3月  [2021-11-29]. ISBN 9789860005189. （原始内容 (pdf)存档于2007-08-25）.